# 綱町
綱町（つなまち）は、現在の東京都港区三田2丁目にあった町名。

## 概要
綱町の名は、羅生門の鬼退治で有名な平安中期の武将「渡辺綱」の出生地であることに由来している。また「御屋敷街」としても有名な地であり、歴史ある名家の邸宅が数多く存在した。現在でもその名残が残っており、人気のエリアである。
綱町には綱の手引き坂、綱坂、日向坂と行った坂があり、その頂上は小高く、日当たりがよく、また洪水（古川が横を流れる）の影響も受けにくいことから多くの名家が屋敷を構えた。

## 周辺の関連する施設・人
- 綱町三井倶楽部 - 旧三井高棟別邸。ジョサイア・コンドル設計。元は日向・佐渡原藩（佐渡原島津家）江戸藩邸上屋敷。
- オーストラリア大使館 - 旧蜂須賀正氏侯爵邸。この地には大和柳本藩織田家の屋敷があった。
- 三田共同会議所 - 旧渋沢栄一邸。かつて織田出雲守邸。
- イタリア大使館 - 旧松方正義公爵邸。この地は伊予松山藩邸があった。
- 慶應義塾大学本部および三田キャンパス - 旧島原藩中屋敷。
- 慶應義塾女子高等学校 - 慶應義塾大学亜細亜研究所
- 慶應義塾中等部 - 慶應義塾普通部
- 蜂須賀茂韶 - 綱町グラウンド
- 田安徳川家 - 徳川達孝
- 黒田長成 - 田中長兵衛 -  赤羽小学校
- 杉山金太郎 - 杉山元太郎 - 杉山元和
- 桂太郎邸 - 跡地は黒川建設のシャトー三田で桂広太郎らも所有した。現在はレジデンス三田。
- 東京讃岐会館 - 御木本幸吉
- 逓信省 - 三田ガーデンヒルズ
- 出光昭介
- 伊藤満洲雄
- 庄司薫、中村紘子